# The Heist (album)
The Heist is het debuutalbum van de Amerikaanse artiest Macklemore en producer Ryan Lewis. Het album verscheen officieel in Nederland op 15 maart 2013. Het is vooral bekend geworden vanwege de single "Thrift Shop" die in Nederland de eerste plaats behaalde.

## Tracklist
- Alle tracks zijn geschreven door Macklemore en geproduceerd door Ryan Lewis

| Nr. | Titel                                               | Duur |
| --- | --------------------------------------------------- | ---- |
| 1.  | Ten Thousand Hours                                  | 4:09 |
| 2.  | Can't Hold Us (met Ray Dalton)                      | 4:18 |
| 3.  | Thrift Shop (met Wanz)                              | 3:56 |
| 4.  | Thin Line (met Buffalo Madonna)                     | 4:16 |
| 5.  | Same Love (met Mary Lambert)                        | 5:20 |
| 6.  | Make The Money                                      | 3:45 |
| 7.  | Neon Cathedral (met Allen Stone)                    | 4:34 |
| 8.  | BomBom (met The Teaching)                           | 4:56 |
| 9.  | White Walls (met ScHoolboy Q & Hollis)              | 3:40 |
| 10. | Jimmy Lovine (met Ab-Soul)                          | 3:53 |
| 11. | Wings                                               | 5:00 |
| 12. | A Wake (met Evan Roman)                             | 3:46 |
| 13. | Gold (met Eighty4 Fly)                              | 4:12 |
| 14. | Starting Over (met Ben Bridwell van Band of Horses) | 4:11 |
| 15. | Cowboy Boots                                        | 4:18 |

| Nr. | Titel       | Duur |
| --- | ----------- | ---- |
| 16. | Castle      | 4:18 |
| 17. | My Oh My    | 4:17 |
| 18. | Victory Lap | 3:34 |

## Hitnoteringen

### Singles
| Single met eventuele hitnotering(en) in de Nederlandse Top 40 | Datum van verschijnen | Datum van binnenkomst | Hoogste positie | Aantal weken | Opmerkingen                                                      |
| ------------------------------------------------------------- | --------------------- | --------------------- | --------------- | ------------ | ---------------------------------------------------------------- |
| Thrift Shop                                                   | 03-09-2012            | 09-02-2013            | 1(1wk)          | 7*           | met Ryan Lewis & Wanz / Nr. 1 in de Single Top 100 / Alarmschijf |
| Can't Hold Us                                                 | 2013                  |                       |                 |              | met Ryan Lewis & Ray Dalton / Alarmschijf                        |

| Single met hitnotering(en) in de Vlaamse Ultratop 50 | Datum van verschijnen | Datum van binnenkomst | Hoogste positie | Aantal weken | Opmerkingen                 |
| ---------------------------------------------------- | --------------------- | --------------------- | --------------- | ------------ | --------------------------- |
| Thrift Shop                                          | 2012                  | 26-01-2013            | 1(5wk)          | 8*           | met Ryan Lewis & Wanz       |
| Can't Hold Us                                        | 2013                  | 23-03-2013            | tip35*          |              | met Ryan Lewis & Ray Dalton |